# Kościół Wniebowzięcia Najświętszej Maryi Panny „Tal-Blat” w Qormi
Kościół Wniebowzięcia Najświętszej Maryi Panny „Tal-Blat” (malt. Il-knisja ta’ Santa Marija Tal-Blat, ang. Church of St. Mary Tal-Blat, pol. Kościół Matki Bożej „Na Skałach”) – rzymskokatolicki kościół w Qormi na Malcie.

Kościół położony jest przy Triq il-Blata.

## Historia
Początki kościoła Wniebowzięcia Matki Bożej „Tal-Blat” sięgają roku 1500. Pierwsza wzmianka o nim pojawia się w zapisach z wizyty prałata Pietro Dusiny w 1575. Dusina stwierdził, że świątyni brakowało rektora, a także drewnianych drzwi, solidnej podłogi oraz innych rzeczy niezbędnych do funkcjonowania jako kościół. Był tam jeden ołtarz. Niejaki Nikola Camilleri w zamian za użytkowanie pola zwanego Ta’ Ħarra był zobowiązany do przygotowywania obchodów święta patronalnego, w tym nieszporów i mszy świętej, a także przekazana datków dobroczynnych siedmiu ubogim parafianom.

Kiedy w 1601 opiekunem kościoła został Agostino Galdes, ten był już w złym stanie. W 1634 Pauluccio Galdes wyznaczył dla niego roczny datek, z którego 15 sierpnia miano odprawiać nieszpory i mszę świętą śpiewaną, w dzień Bożego Narodzenia trzy msze, oraz jedną w każdy poniedziałek. Zostało to zanotowane przez notariusza Lucio Azzopardiego, i oddane pod opiekę prokuratora kościoła parafialnego św. Jerzego w Qormi.

Dziesięć lat później, w 1644 (Ferres i Guillaumier podają rok 1680), kościół został odbudowany, i taki go widzimy do dziś. Wszelkie koszty odbudowy poniósł wspomniany Pauluccio Galdes.

## Architektura

### Wygląd zewnętrzny
Fasada kościoła jest niezwykle prosta. Główne drzwi otoczone są rowkowaną ramą, powyżej której znajduje się prosty fryz z kilkoma motywami dekoracyjnymi, oraz prostym gzymsem nad nim. Powyżej okrągły oculus z maswerkiem w formie krzyża. Całość fasady wieńczy dwuspadowy gzyms, na którego środku niewyszukana dzwonnica bell-cot z dzwonem Giacomo oraz krzyżem na szczycie. Podobnie jak na fasadzie kościoła św. Piotra, pomiędzy oknem i dzwonnicą w niewielkiej niszy znajduje się posążek przedstawiający Wniebowzięcie Maryi. Obok niszy wyryta jest data „1646” znamionująca rok ukończenia lub poświęcenia kościoła.

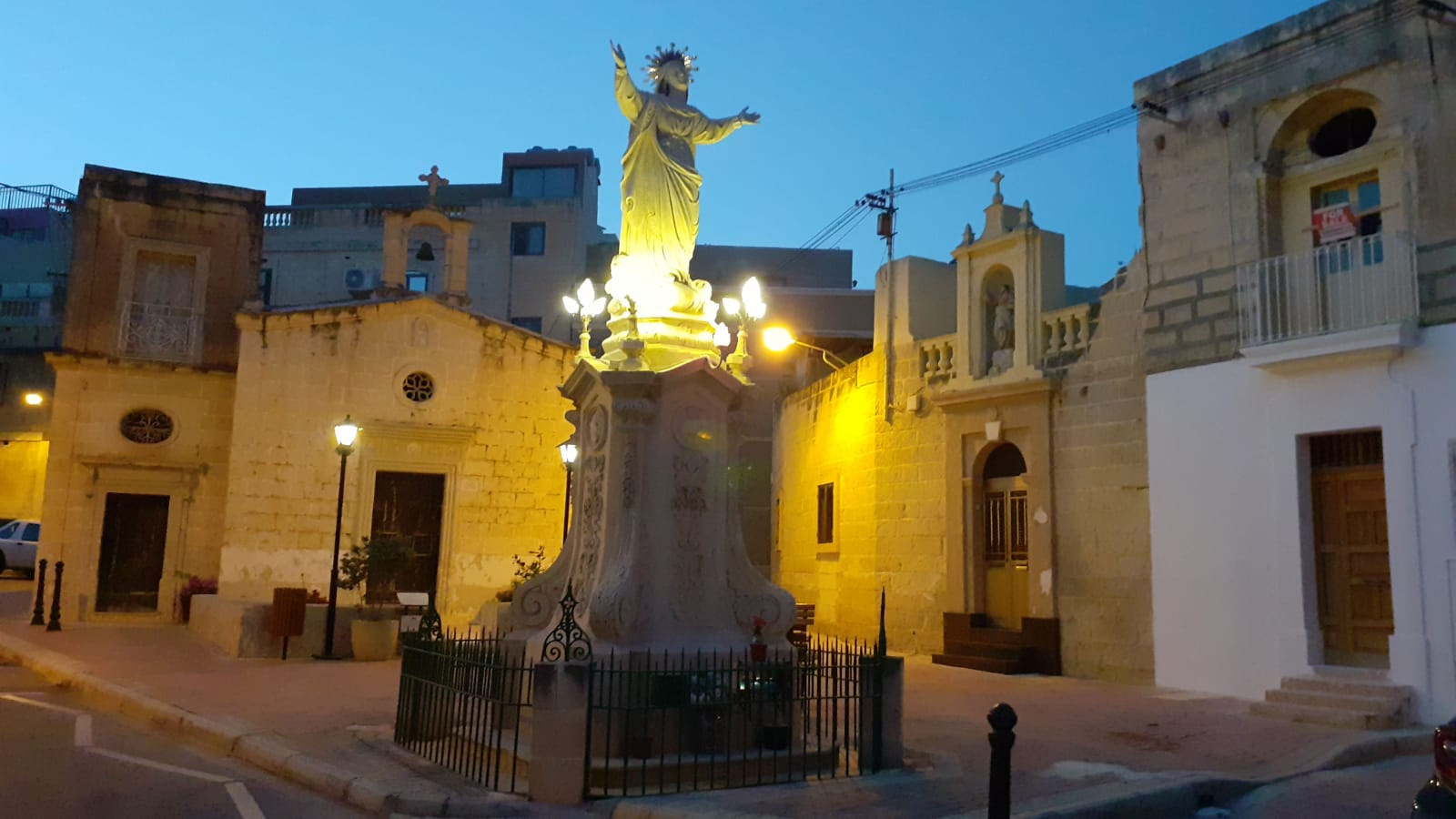
Statua Wniebowzięcia Matki Bożej; w tle po lewej kościół Santa Marija Tal-Blat

Nad boczną wschodnią elewacją widoczne są trzy kamienne rury odprowadzające wodę opadową z dachu.
Na placu przed kościołem na ozdobnym cokole znajduje się posąg Wniebowzięcia Najświętszej Maryi Panny. Wyrzeźbiony został w kamieniu maltańskim, jego wykonawca jest nieznany.
Przekazy mówią, że przy kościele pochowany został ks. Franġisk Antonju Rinaldet OFMConv. Urodził się w Valletcie w 1623. W czasie zarazy dżumy udał się do szpitala w Lazzaretto na wyspie Manoela, aby usługiwać chorym, tam się zaraził i zmarł w 1676. Przez miejscowych jest uważany za świętego.

### Wnętrze
Kościół wewnątrz ma sklepienie kolebkowe wsparte na łukach, te zaś wspierają się na biegnącym wokół wnętrza gzymsie. Podłogę pokrywają stare płytki ceramiczne. Jest tam pojedynczy ołtarz, nad którym znajduje się duży obraz Wniebowzięcie Najświętszej Maryi Panny w ramie z imitacji zielonego marmuru. Obraz przedstawia Maryję w wieńcu z dwunastu gwiazd, oraz dwa anioły Ją koronujące. Niestety nie jest znany autor dzieła. Na obrazie można zobaczyć napis „Fundazione D’Galdies” świadczący o tym, że zapłacił za niego ktoś o nazwisku Galdies (Galdes), być może nawet fundator kościoła. Gwiazdy wokół głowy Najświętszej Panienki są pokryte srebrem oraz złotem. Zostało to wykonane w 1981 staraniem ks. Michaela Zammita, zaś koszty pokryli okoliczni mieszkańcy.

Z innych dzieł sztuki w kościele można wymienić czternaście stacji Via Sacra, posąg Ecce Homo, marmurowe aspersorium, obrazy Matki Boskiej Bolesnej, św. Ġorġa Precy oraz Serca Jezusowego, a także krucyfiks. Na wyposażeniu świątyni znajduje się konfesjonał oraz ławki.

### Zakrystia
Kościół, choć niewielki, ma sporych rozmiarów zakrystię, w której miejscowe dziewczęta uczone są katechezy, gdyż o kościół dbają członkowie M.U.S.E.U.M.. Na ścianach zawieszone są obrazy przedstawiające Ścięcie św. Jerzego oraz Świętego Jerzego przed cesarzem Dioklecjanem. Są to kopie obrazów z kościoła parafialnego św. Jerzego w Qormi. Z zakrystii prowadzą schody do pomieszczenia nad nią, w którym składowany jest adamaszek i inne wyposażenie kościoła, a z którego także można przejść na dach kościoła. W środku biegu schodów znajduje się obraz Święty Paweł.

## Pochodzenie nazwy „Tal-Blat”
„Tal-Blat” znaczy po maltańsku „na skale”. Kościół zbudowany został w okolicy, gdzie powierzchnia gruntu jest skalista, stąd nazwa.

## Świątynia dzisiaj
W kościele odbywają się regularne nauki katechezy. Jest też otwierany na czas święta patronalnego, a także w Niedzielę Palmową, kiedy do kościoła zdąża procesja z kościoła parafialnego.

## Święto patronalne
Święto patronalne kościoła przypada 15 sierpnia, zaś festyn jest obchodzony dwie niedziele po tej dacie.

## Ochrona dziedzictwa kulturowego
Kościół umieszczony jest na liście National Inventory of the Cultural Property of the Maltese Islands pod nr. 00406.